# Stonecutters Bridge
Die Stonecutters Bridge (chinesisch 昂船洲大橋 / 昂船洲大桥, Pinyin Ángchuán Zhōu Dàqiáo, Jyutping Ngong4syun4 Zau1 Daai6kiu4) verbindet in Hongkong die Inseln Tsing Yi im Westen und Stonecutters Island im Osten und führt die Stadtautobahn Route 8 über den Ramblerkanal (englisch Rambler Channel), an dem Kwai Tsing- und die Kwai-Chung-Containerterminals liegen.
Die Route 8 beginnt auf dem Festland (Hinterland) in den New Territories in Sha Tin nordöstlich von der Halbinsel Kowloon und geht über Cheung Sha Wan, Tsing Yi, Ma Wan nach Lantau Island im Westen und endet am Hong Kong International Airport auf der vorgelagerten Insel Chek Lap Kok. Sie wird häufig als Hochstraße oder in Tunneln geführt.

## Beschreibung
Die Stonecutters Bridge ist eine 1596 m lange und 53,3 m breite Schrägseilbrücke mit einer Stützweite von 1018 m und zwei 289 m langen Seitenfeldern. Sie ist nach der Russki-Brücke (1104 m Stützweite) und der Sutong-Brücke (1088 m Stützweite) die drittgrößte Schrägseilbrücke der Welt. Sie hat zwei 298 m hohe Pylonstiele in der Längsachse der Brücke und zwei getrennte, durch Querträger verbundene Fahrbahnträger zu ihren Seiten.
Die Brückendurchfahrtshöhe beträgt 73,5 m auf einer Breite von 900 m.
Jeder der beiden 19,50 m breiten Fahrbahnträger hat drei Fahrstreifen, eine Standspur und einen Streifen für die Verankerung der Schrägseile. Der 14,3 m weite Zwischenraum zwischen den Fahrbahnträgern beruht auf aerodynamischen Gründen. Ebenso wie die flache, an einen umgedrehten Tragflügel erinnernde Form der aus einem Hohlkasten bestehenden Fahrbahnträger wurde er in Windkanaltests entwickelt, um das gefürchtete aeroelastische Flattern zu vermeiden. Die Bauhöhe der Hohlkästen beträgt nicht mehr als 3,93 m. Die stählernen Hohlkästen des Hauptfeldes reichen 49,75 m in die Seitenfelder hinein und bestehen aus orthotropen Platten, die durch eine Reihe von Stegen versteift sind. In den verbleibenden Seitenfeldern bestehen die Hohlkästen aus Spannbeton.
An den Enden der Brücke befinden sich Ein- und Ausfahrten, deren Fahrspuren bis auf die Brücke reichen. Der Platz dafür wurde durch einen engeren Zwischenraum und durch geringfügig breitere Enden der Brücke geschaffen.
Die beiden Pylonstiele haben einen Hohlquerschnitt, der sich von einem abgerundeten Rechteck von 24 × 18 m am Fuß bald zu einem nach oben verjüngenden Kreis mit einem Durchmesser von 7 m an der Spitze entwickelt. Bis zur Höhe von 175 m sind sie aus Stahlbeton, darüber aus einem Verbund aus Beton und kugelgestrahltem rostfreiem Stahl, in dem die Ankerkästen für die Schrägseile untergebracht sind. Die obersten 5 m sind eine mit Glas verkleidete Stahlstruktur, in der sich architektonische Leuchten befinden.
Die Schrägkabel sind von diesen Ankerkästen zu dem äußeren Rand der Fahrbahnträger gespannt, wo sie in Abständen von 18 m im Hauptfeld bzw. 10 m in den Seitenfeldern verankert sind. Unter den Seitenfeldern stehen vier Betonpfeiler, von denen drei mit ihnen monolithisch verbunden sind und sowohl als Stütze als auch als Zugpfeiler dienen.
Die Pylonstiele stehen auf aufgeschüttetem Land nur 10 m vom Rand des Kanals entfernt. In komplexen Berechnungen und Tests wurde der Anprall eines 155.000-Tonnen-Schiffes mit 6 kn zur Ermittlung der für die Gründung erforderlichen Maßnahmen untersucht. Allgemein mussten die noch andauernden Setzungen des Untergrundes berücksichtigt werden. Um den Einfluss der häufigen Taifune richtig berechnen zu können, wurden 15 Monate lang Messungen an einem eigens errichteten 50 m hohen Mast durchgeführt.

## Geschichte
Das Highways Department von Hongkong schrieb 2000 einen internationalen Planungswettbewerb aus, um das beste Konzept für die geplante Brücke über den Hafeneingang zu ermitteln. Der Beitrag von Dissing+Weitling, Halcrow Group, Flint & Neill und Shanghai Municipal Engineering Design Institute wurde ausgewählt, um als Referenzkonzept für die weitere Planung zu dienen, mit der Arup und COWI im März 2001 beauftragt wurden.
Die Bauarbeiten wurden 2003 ausgeschrieben und an das Maeda-Hitachi-Yokogawa-Hsin Chong Joint Venture (MHYHC) vergeben. Der Vertragspreis belief sich auf 2,76 Milliarden Hongkong-Dollar (~ 350 Mio. US$). Die Bauarbeiten begannen im April 2004.
Am 20. Dezember 2009 wurde die Brücke für den Verkehr freigegeben.
Die endgültigen Baukosten sind nicht bekannt; sie waren Gegenstand eines nicht-öffentlichen Schiedsgerichtsverfahrens. Die Presse berichtete von einer Kostensteigerung von 2,76 auf 3,7 Mrd. HK$ wegen Inflation, Materialkostenerhöhung und der zusätzlichen Kosten der Pfahlgründung bis in 100 m Tiefe statt der angenommenen 60 m.
Für die Tragwerksplanung erhielt Arup den Supreme Award der Institution of Structural Engineers.

## Bilder

Bau der Stonecutters Bridge – Stonecutters Island
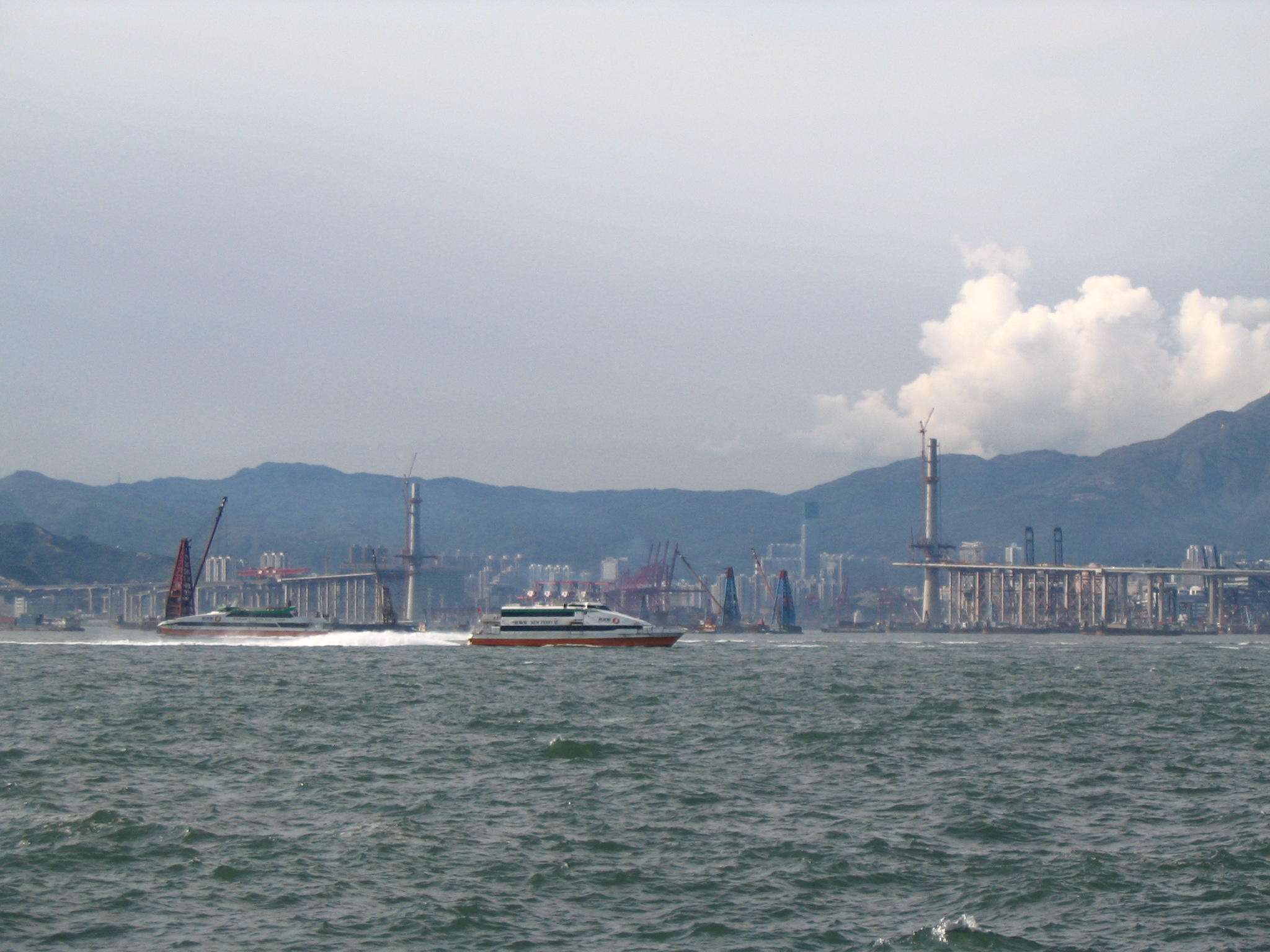
Stonecutters Bridge beim Bau, 2007
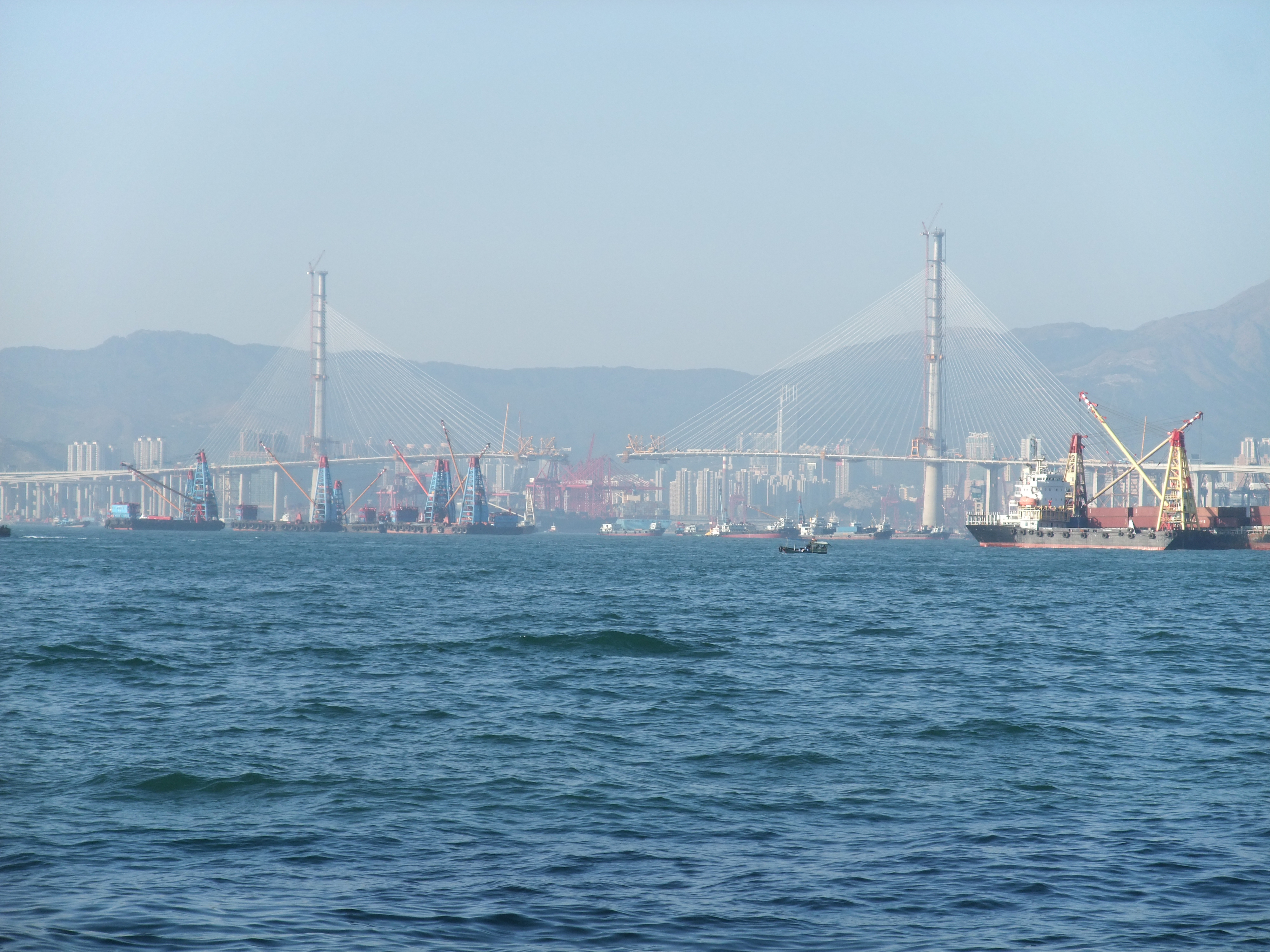
Stonecutters Bridge beim Bau, Ende 2008
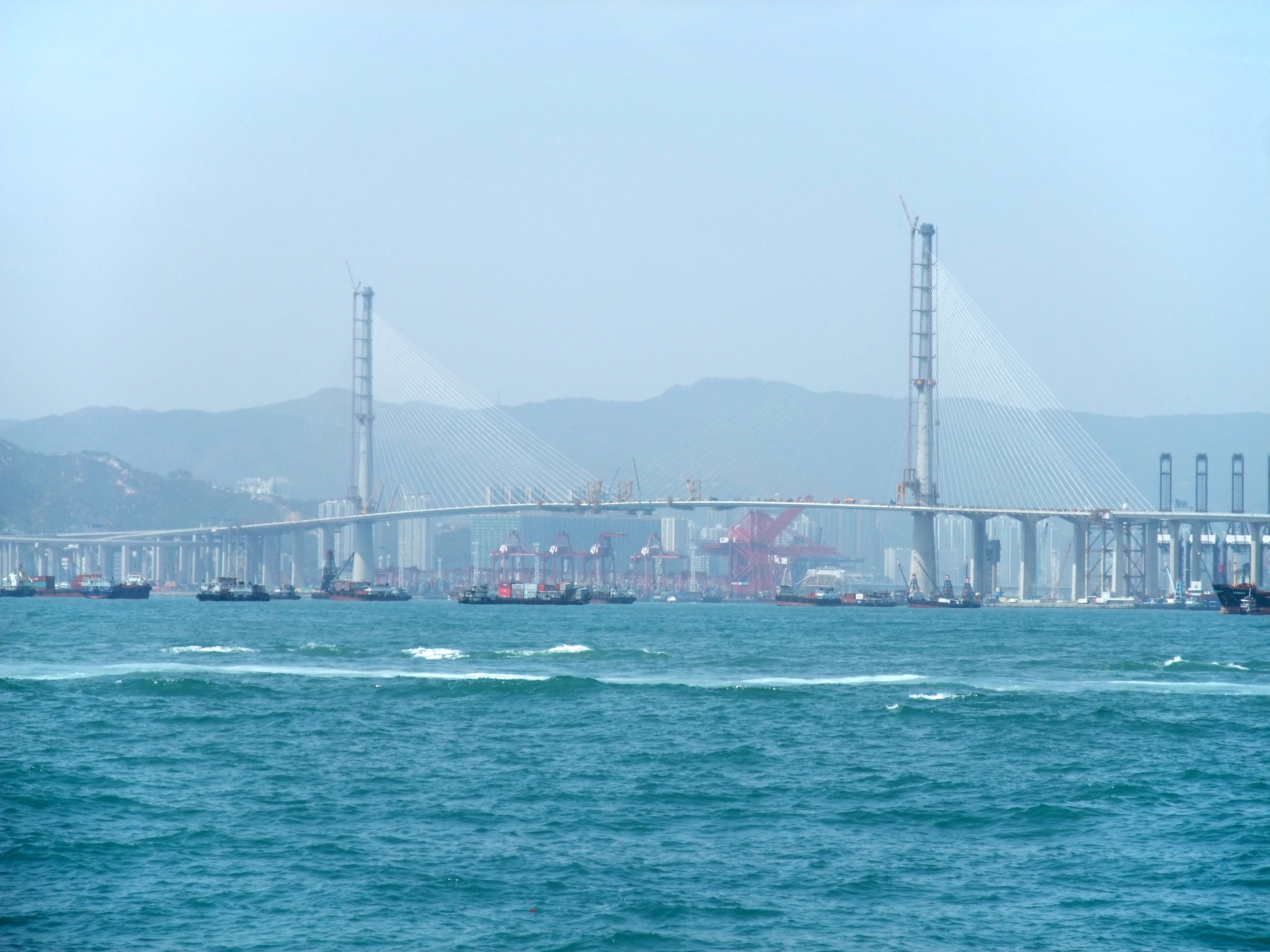
Stonecutters Bridge beim Bau, 2009
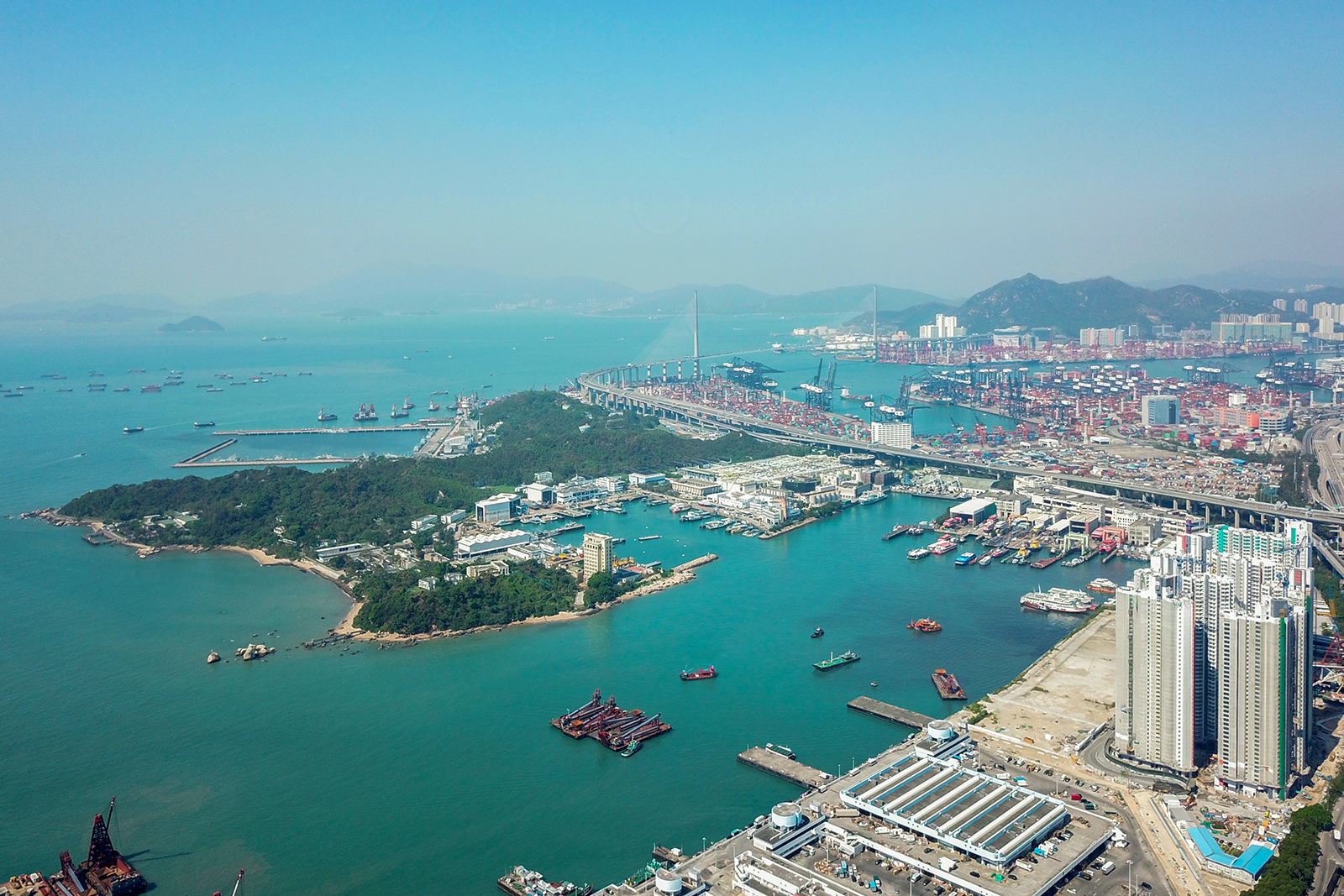
Stonecutters Island (v. l.), Stonecutters Bridge und Tsing Yi (hinten), 2018